# Province de Hậu Giang
Hậu Giang est une province  de la région du delta du Mékong au Viêt Nam. 

## Administration
Depuis 2003 son chef lieu est la ville de Vi Thanh.
La Province de Hậu Giang est composée d'une ville Vị Thanh et des districts suivants:
- Châu Thành
- Châu Thành A
- Long Mỹ
- Phụng Hiệp
- Vị Thủy

## Sources
1. ↑  Area, population and population density in 2012 by province, General Statistics Office Of Vietnam (lire en ligne)